# Jason Crump

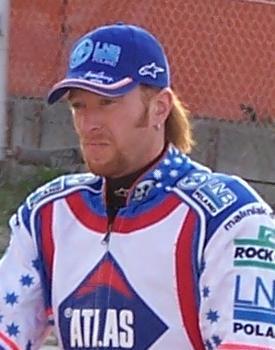
Jason Crump in Bydgoszcz (2006)

Jason Crump (* 6. August 1975 in Bristol, England) ist ein australischer Speedwayfahrer. Er war dreimal Einzel-Weltmeister und dreimal Team-Weltmeister im Speedway. Zudem gewann er 1995 die U-21-Weltmeisterschaft.
Crumps Vater Phil Crump (* 1952) und sein Großvater Neil Street (1931–2011) waren ebenfalls Speedwayfahrer.
Er fuhr in der polnischen Speedway Ekstraliga für Marma Rzeszów und in der schwedischen Liga für Elit Vetlanda Speedway.
Am 24. September 2012 gab er seinen Rücktritt vom Grand-Prix-Sport zum Ende der Saison 2012 bekannt. Im Dezember 2012 bestätigte er, dass er sich aufgrund einer Rückenverletzung ganz aus dem Sport zurückziehen würde. 
Acht Jahre nach der Ankündigung seines Rücktritts kehrte Crump jedoch in den Sport zurück. Er schloss sich den Ipswich Witches für die SGB Premiership-Saison 2020 an. Crump fuhr erneut für Ipswich in der SGB Premiership 2021 und für die Plymouth Gladiators in der SGB Championship 2021, zog sich aber schließlich 2022 endgültig zurück, um eine Rolle im Teammanagement der neu gegründeten Oxford Cheetahs zu übernehmen.

## Erfolge

### Einzel
- Weltmeister: 2004, 2006, 2009
- U-21-Weltmeister: 1995
- australischer Meister: 1995, 2007
- 22 Grand-Prix Siege

### Team
- Weltmeister: 1999, 2001, 2002
- britischer Meister: 1994, 1999
- Europäischer Club-Meister: 2002
- Deutscher Meister: 1995, 1997
- schwedischer Meister: 1995, 2006, 2010
- polnischer Meister: 1995, 2006